# Plastid
| Portal | Portal:Botanik |

Et Plastid er et cellulært organel hos fotosyntetiserende eukaryoter, som f.eks. alger og flercellede planter. Kan opdeles i chromoplaster og leukoplaster (energilagre).

## Chromoplaster, farvekorn
Disse plastider er pigmentindeholdende, cellulære organeller, som udfører fotosyntesen hos eukaryoter (alger og flercellede planter). Fotosyntetiserende prokaryoter er selv plastider, f.eks. cyanobakterier. Plastider har deres eget DNA, uafhængigt af værtsplanten.
Fotosyntetiserende pigmenter:
- Grøn (G) — klorofyl a og b. Alle flercellede planter og Chlorophyta (grønalger). Plastidet kaldes da grønkorn/kloroplast.
- Gul (Y) — klorofyl a og c. F.eks. Chrysophyta og Haptophyta der bl.a. danner kokkoliter der udgør skrivekridtet.
- Gulgrøn (YG) — klorofyl a, c og e. Xanthophyta (gulgrønalger).
- Brune (B) — klorofyl a og c + fucoxanthin. F.eks. diatoméer der danner moler og Phaeophyta (brunalger), de største protister (op til 100 m lange). .
- Rød (R) — klorofyl a + phycobilin. Rhodophyta (rødalger) herunder borealger.

Solens ultraviolette stråling er restriktiv for udbredelsen af planter og kun grønkorn findes på den tørre landjord. Selv blodbøg bruger grønkorn. De ikke-grønne alger beskytter sig bag flere meter havvand og/eller kalk- eller kiselskaller.
Der findes andre plastider i blomstervæv, der ikke er fotosyntetiserende.